# Амангельди (Тюлькубаський район)
Амангельди́ (каз. Амангелді) — село у складі Тюлькубаського району Туркестанської області Казахстану. Входить до складу Тастумсицького сільського округу.
Населення — 648 осіб (2021; 727 у 2009, 631 у 1999, 630 у 1989).